# Vaudreville
Vaudreville é uma comuna francesa na região administrativa da Normandia, no departamento Mancha. Estende-se por uma área de 3,05 km². Em 2010 a comuna tinha 73 habitantes (densidade: 23,9 hab./km²).